# Michael Watson
Michael John Watson (nascido em 14 de janeiro de 1938) é um ex-ciclista de estrada honconguês. Representou o seu país nos Jogos Olímpicos de 1964, realizados em Tóquio, Japão, onde competiu na prova de 100 km contrarrelógio por equipes, terminando em 30º.